# Suttrop
Suttrop – dzielnica miasta Warstein w powiecie Soest, w kraju związkowym Nadrenia Północna-Westfalia, w rejencji Arnsberg.

## Geografia
Dzielnica Suttrop jest położona w zachodniej części miasta Warstein. Suttrop graniczy z dwoma innymi dzielnicami: Belecke i Warstein, oraz z miastem Rüthen.
Przez zachodnią część dzielnicy przepływa rzeka Wester, a przez wschodnią część rzeka Glenne.

## Demografia
Według spisu ludności z marca 2025 roku, w Sichtigvor mieszkało 3140 mieszkańców, co stanowi 12,26% wszystkich mieszkańców Warsteinu.

## Historia
Znaleziska kości zwierząt i narzędzi z czasów prehistorycznych dowodzą, że ludzie żyli na obecnym terenie Suttrop już w epoce lodowcowej.
W odróżnieniu od okolicznych miejsc, jakich jak Warstein, Belecke, Kallenhardt czy Rüthen, które już w XIII wieku otrzymały status miasta, Suttrop pozostało wsią. Na rozwój wsi szczególny wpływ miastaa wpływowa wiejska szlachta.
Od drugiej połowy XVIII wieku w Suttrop zaczęto przetwarzać żelazo, a ze względu na duże złoża wapienia duże znaczenie miał też przemysł kamieniarski.
W latach 1903–1905 w Suttrop wybudowano obecną Klinikę LWL.

### Reorganizacja gminy
1 stycznia 1975 roku w życie weszła reorganizacja gminy i Suttrop został połączony z miastem Warstein, które wcześniej należało do powiatu Lippstadt.

## Polityka
Obecnym burmistrzem dzielnicy Suttrop jest Udo Koerdt (SPD).